# Guia Lauri Filzi
Pour les articles homonymes, voir Guia, Lauri et Filzi.
Guia Lauri Filzi, née le 23 juillet 1943 à Buenos Aires, est une actrice de films érotiques argentine naturalisée italienne.

## Biographie
Guia Lauri Filzi est spécialisée dans les films érotiques. 
Elle utilise de nombreux pseudonymes, issu généralement de ses prénoms ou de son nom, mais orthographiés différemment.